# New Holland Construction
New Holland Construction er en italiensk producent af entreprenørmaskiner med hovedkvarter i Torino. Virksomheden er siden 1999 et mærke og et datterselskab i CNH Industrial-koncernen. New Hollands produkter inkluderer rendegravere, gravemaskiner og læssere.
New Holland Construction blev etableret i 1895 i New Holland, Pennsylvania. I 2005 blev New Holland Construction etableret som sit eget mærke.